# Israir
Israir (Hebreeuws: ישראייר), officieel: Israir Airlines Ltd., is een Israëlische luchtvaartmaatschappij met haar thuisbasis in Tel Aviv. Naast geregelde binnenlandse vluchten verzorgt zij chartervluchten naar Europa, Noord-Amerika en Azië. Het is na El Al en Arkia de derde luchtvaartmaatschappij van Israël en heeft ongeveer 350 werknemers.

## Geschiedenis
Israir is opgericht in 1989 als Emek Wings of Kanfey Ha'Emek Aviation. Vanaf 1996 wordt de naam Israir gevoerd.

## Vloot
De vloot van Israir bestond op 1 mei 2025 uit:
- 9 Airbus A320-200

Geschiedenis van de Israir-vloot
- Short 360
- ATR42
- ATR-72-200
- Boeing 737
- Boeing 757-200
- Boeing 767-300
- Airbus A320
- Airbus A330

## Bestemmingen
Op 27 februari 2012 waren dit de bestemmingen van Israir:

### Binnenland
- Eilat
- Haifa
- Tel Aviv

### Buitenland
- Bulgarije
  - Boergas (enkel in de zomer)
- Duitsland
  - Berlijn
  - München (enkel in de winter)
- Frankrijk
  - Nice (enkel in de zomer)
  - Mulhouse (seizoensgebonden)
- Griekenland
  - Iraklion (enkel in de zomer)
  - Rodos (enkel in de zomer)
- Italië
  - Brescia (enkel in de winter)
  - Milaan
  - Rome
  - Verona (enkel in de zomer)
- Kroatië
  - Dubrovnik (enkel in de zomer)
- Nederland
  - Amsterdam (enkel in de zomer)
- Polen
  - Katowice
- Rusland
  - Moskou
- Slowakije
  - Bratislava (enkel in de winter en de lente)
- Slovenië
  - Ljubljana
- Verenigd Koninkrijk
  - Londen (Luton, enkel in de zomer)